# Karan Armstrong
Karan Armstrong (* 14. Dezember 1941 in Havre, Montana; † 28. September 2021 in Marbella, Spanien) war eine US-amerikanische Opernsängerin (Sopran).

## Leben

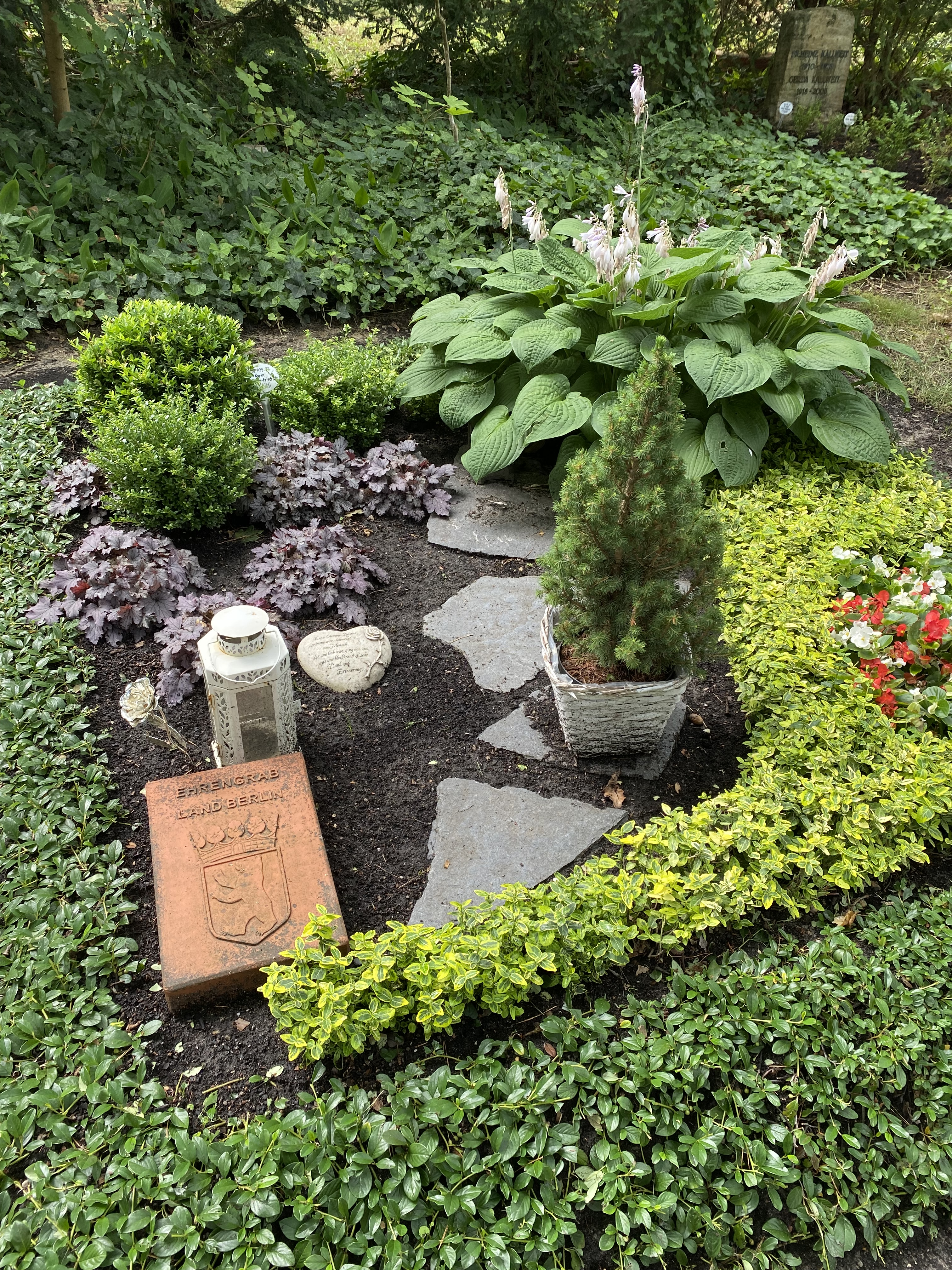
Grabstätte auf dem Waldfriedhof Zehlendorf (Feld 039-72)

Zunächst als Pianistin ausgebildet, schloss Karan Armstrong 1963 das Concordia College (Moorhead) in den USA mit einem Bachelor of Music ab. Ihre Ausbildung als Sängerin erfolgte durch das Pädagogenehepaar Fritz Zweig–Tilly de Garmo sowie Dean Verhines in Los Angeles und durch Aldo Di Tullio und Alberta Masiello in New York. Abschließend studierte sie bei der Opernsängerin Lotte Lehmann, die neben Armstrong nur noch eine weitere Meisterschülerin, Grace Bumbry, angenommen hatte.
Ihr professionelles Operndebüt gab sie 1965 in San Francisco als Musetta in Puccinis La Bohème. Nachdem Armstrong einen Gesangswettbewerb der Metropolitan Opera (Met) gewonnen hatte, debütierte sie 1967 dort in einer Nebenrolle in Strauss’ Frau ohne Schatten. Neben weiteren Rollen an der Met war sie von 1969 bis 1977 häufig an der New York City Opera engagiert (u. a. als Violetta in Verdis La traviata), weswegen sie in dieser Zeit auch ihren Wohnsitz in New York City nahm.
In Europa debütierte Armstrong 1974 als Micaëla in Bizets Carmen an der Opéra du Rhin in Straßburg. Im darauf folgenden Jahr machte sie europaweit mit ihrer ersten Salome von Strauss am selben Haus auf sich aufmerksam. An diesen Erfolg schlossen sich weitere Engagements in Europa an: so Tosca in Venedig und Elsa  (Lohengrin) bei den Bayreuther Festspielen 1979 in der Regie ihres späteren Ehemannes Götz Friedrich. Diese Bayreuth-Produktion wurde dann sowohl auf Tonträger aufgenommen als auch verfilmt.
Von 1981 bis 2000 sang sie in Berlin häufig an der Deutschen Oper Berlin, wo Götz Friedrich Generalintendant war, sowie an der Komischen Oper. Darüber hinaus trat sie auch an der Wiener Staatsoper, der Pariser Oper, dem Royal Opera House, wo ihre Lulu (Berg) besonders erfolgreich war, sodann in Los Angeles und am Bolschoi-Theater in Moskau auf.
In den späten Jahren ihrer Bühnenkarriere wurde Armstrong manchmal als die „Primadonna der Moderne“ betitelt, weil sie zahlreiche Opern-Uraufführungen mitgestaltet hat. So brachte sie mit heraus Gottfried von Einems Jesu Hochzeit (als Tödin), Giuseppe Sinopolis Lou Salomé, Luciano Berios Un re in ascolto, York Höllers Maître et Marguerite und Siegfried Matthus’ Desdemona und ihre Schwestern.
Armstrongs Schwerpunkte lagen in der Rollengestaltung in den Werken Fidelio, Tannhäuser (als Venus), Lohengrin, Die Walküre (als Sieglinde), Parsifal, Les contes d’Hoffmann (als Giulietta), Pelléas et Mélisande, Katja Kabanova, Die Sache Makropulos, Salome, Der Rosenkavalier, Erwartung, Lulu, Wozzeck, Die tote Stadt, La voix humaine, Mathis der Maler (als Ursula), Susannah und Dialogues des Carmélites (als Mutter Marie der Inkarnation).
1985 wurde Karan Armstrong zur Baden-Württembergischen Kammersängerin, 1994 zur Kammersängerin des Landes Berlin ernannt. Sie war – nach ihrer ersten Ehe mit George D. Tefkin – ab 1979 bis zu dessen Tod mit Götz Friedrich verheiratet. Aus der Ehe ging ein Sohn hervor.
Bei der Ruhrtriennale 2014 spielte sie in der Produktion Sänger ohne Schatten.
2015 wurde erstmals der nach ihr benannte Karan-Armstrong-Preis verliehen.
Karan Armstrong starb im Alter von 79 Jahren. Sie ruht auf dem Waldfriedhof Zehlendorf (Nr. 039-72).

## Diskographie
- Wagner: Lohengrin (Peter Hofmann; Woldemar Nelsson, 1982), live, CBS
- Gian Carlo Menotti: Lieder (Francesch, 1983), Etcetera
- Berio: Un re in ascolto (Theo Adam; Lorin Maazel, 1984), live, col legno
- Hans Werner Henze: Die Bassariden (Kenneth Riegel; Gerd Albrecht, 1986), Koch Schwann
- Marcel Landowski: Montségur (G. Quilico; Plasson, 1987), live, Cybelia
- Alexander Zemlinsky: Lyrische Symphonie (Kusnjer; Gregor, 1987–1988), Supraphon
- Höller: Traumspiel (Zagrosek, 1989) WERGO

## Videos
- Verdi: Falstaff (Gabriel Bacquier, Richard Stilwell; Georg Solti, Götz Friedrich, 1979)
- Wagner: Lohengrin (Hofmann; Nelsson, Friedrich, 1982, live)
- „Richard-Wagner-Abend“ (Wesendoncklieder und Isoldes Liebestod) (Adam; Masur, 1988) (live)
- Erich Wolfgang Korngold: Die tote Stadt (Heinrich Hollreiser, Götz Friedrich, 1983)